# Villa Torrigiani di Camigliano

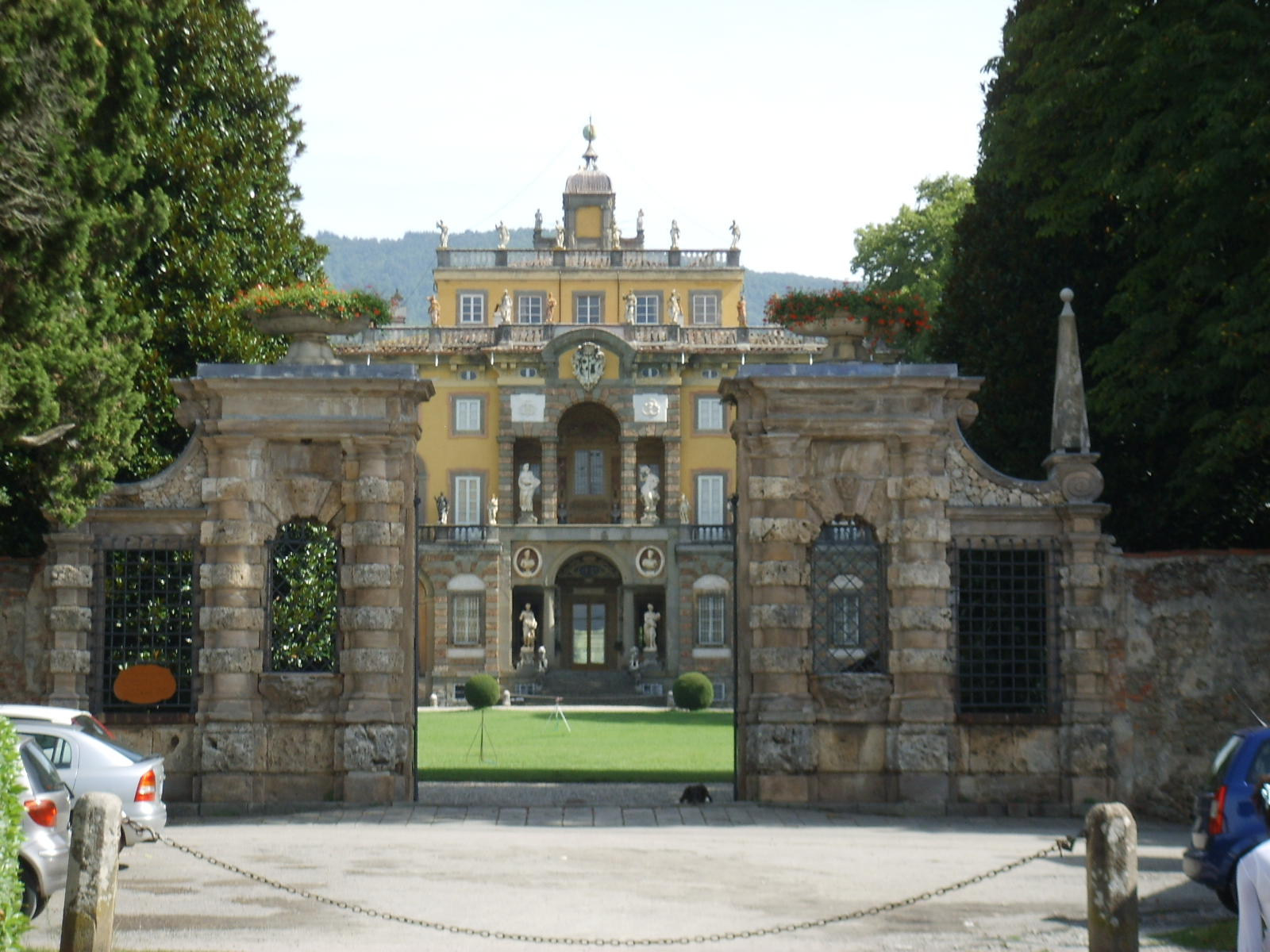
Villa Torrigiani

Die Villa Torrigiani di Camigliano liegt etwa 10 km von Lucca entfernt in Camigliano, einem Ortsteil der Gemeinde Capannori in Italien. Villa und Park wurden im 16. Jahrhundert errichtet.

## Geschichte
Die reiche und einflussreiche Familie Buonvisi hatte hier ihre Sommerresidenz. Der Botschafter der Republik Lucca, Nicolao Santini, der am Hofe des Sonnenkönigs in Paris die Interessen Luccas vertrat, erwarb 1636 die Villa und den Park. Bis heute hat sich in weiten Teilen die Konstruktion und die Gestaltung des Parkes von André Le Nôtre erhalten. Die barocken Fassaden, die Gestaltung des Gartens und die sich verlustierenden Bewohner der Villa konnten sich in den großen Wasserbecken widerspiegeln. In den Räumen der Villa und im Teatro di Flora findet der Betrachter das Wappen derer von Santini: oben zwei Diamantenspitzen und eine blühende Kamelie darunter. 1816 heiratete Vittoria Santini Pietro Torrigiani. Sie war die letzte Nachfahrin des Marchese Nicolao Santini.

## Gegenwart
Carlo Luca, der letzte Marchese Torrigiani übergab seiner Tochter Simonetta Villa und Garten, als sie den Principe di Stigliano, Don Carlo Colonna heiratete. Die Familie beschloss 1967, die Tore der Villa und den Park für die Öffentlichkeit zu öffnen. Die Familie wohnt in den Sommermonaten im 1. Stock der Villa.

## Der Park

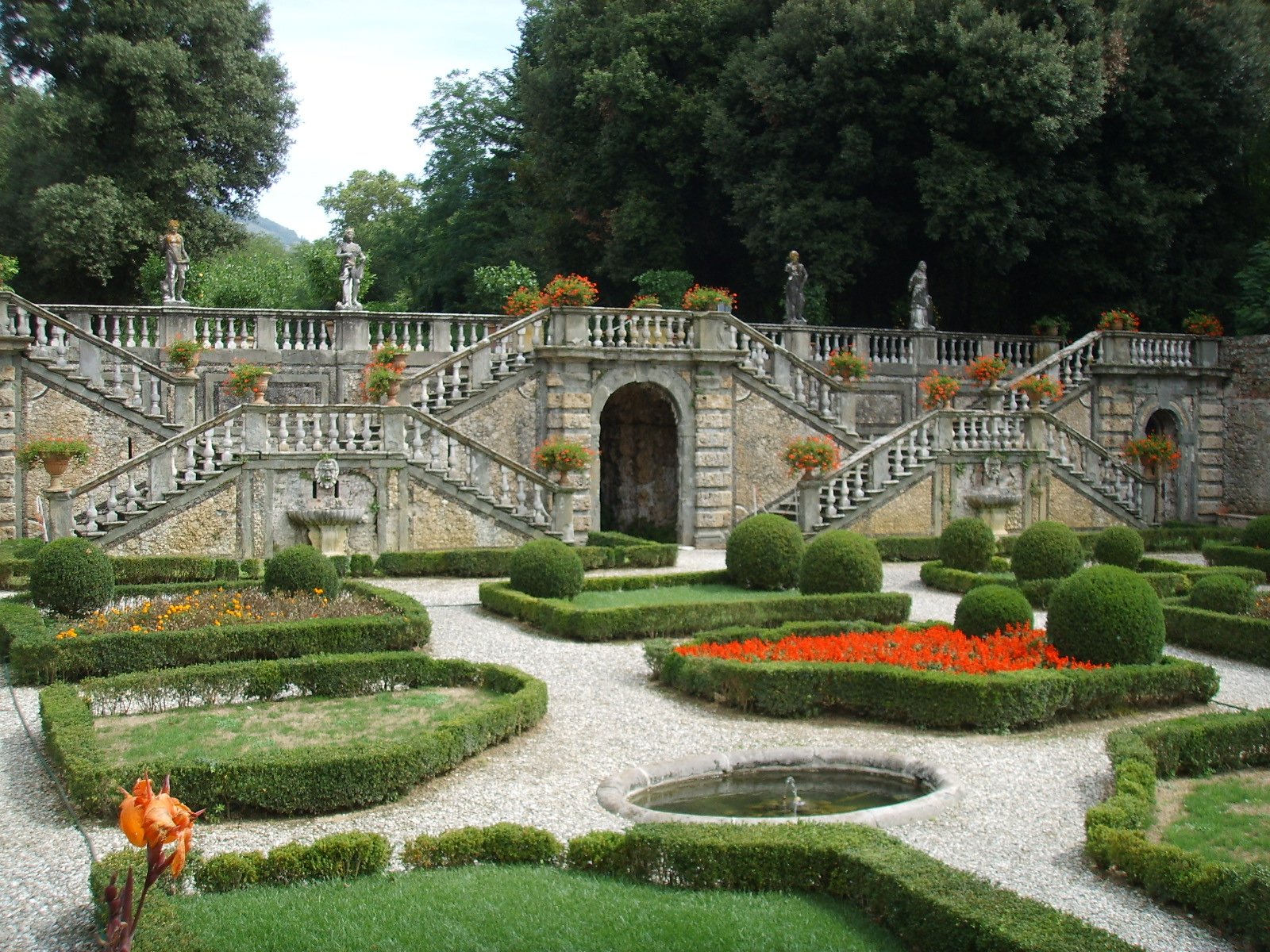
Giardino segreto und Treppenaufgang zum Nymphäum

Das barocke Eingangsportal zum Garten öffnet sich zu einer rund 700 m langen Allee von hohen Zypressen. Sie führt zu der barocken Villa, die mit ihren wuchtigen Fassaden den Garten beherrscht.
Der Garten in seiner jetzigen Gestalt geht zurück auf das ursprüngliche Konzept eines französischen Gartens der Santini aus dem Jahr 1650. Anfang des 19. Jahrhunderts wurde er in weiten Teilen in einen Englischen Garten umgestaltet und exotische Bäume aus aller Welt angepflanzt. Große Rasenflächen bestimmen nun das Bild der grandiosen Gartenanlage.
Aus der Zeit der Umgestaltung des Parks im 19. Jahrhundert stammen zahlreiche eindrucksvolle exotische Bäume, wie Liriodendron tulipifera, Atlas-Zeder, Taxodoium distichum oder Osmanthus fragrans sowie die umfangreiche Bepflanzung mit Kamelien, der Wappenblume der Torrigiani.
Der Garten ist bekannt wegen seiner phantasievollen Wasserspiele, mit denen der Marquis seine Gäste zu erschrecken beliebte. Auf der Flucht vor den Wasserspritzern auf der Terrasse suchten die Gäste Zuflucht im Tempel der Flora, wo sie von Wassergüssen aus der Decke des Tempels durchnässt wurden.